# Josef August Schultes
Josef (o Joseph) August Schultes ( 15 de abril de 1773 en Viena (Austria), † 21 de abril de 1831 en Landshut), fue un médico, naturalista, y botánico austriaco.

## Biografía
Josef August Schultes fue doctor en Medicina, y profesor de Zoología, de Botánica y de Mineralogía en el Theresianum de Viena a partir de 1805, después, a partir del año siguiente, profesor de Química y de Botánica en la Universidad de Cracovia.
A partir de 1808, enseña Historia natural y Química en la Universidad de Innsbruck. El año siguiente, enseña Historia natural y Botánica en la Universidad de Landshut y dirige también la Escuela de Cirugía.
Josef August Schultes es el padre del botánico Julius H. Schultes (1804-1840). Participa, con Johann J. Roemer (1763-1819) y sus hijos en la realización de la séptima edición del Systema Vegetabilium.

## Algunas publicaciones
- Oestreichs Flora. 1794
- Reisen durch Oberösterreich in den Jahren 1794, 1795, 1802, 1803, 1804 und 1808, 1809
- Baierns Flora. 1811
- Grundriß einer Geschichte und Literatur der Botanik. 1817
- Reise auf den Glockner. 1824
- Mantissa … systematis vegetabilium Caroli a Linné …. 1822—1824 (vol. 1-2)
- Mantissa … systematis vegetabilium Caroli a Linné …. 1827 (vol. 3)

## Honores

### Eponimia
Géneros
- (Amaranthaceae) Schultesia Schrad.[1]

- (Campanulaceae) Schultesia Roth[2]

- (Gentianaceae) Schultesia Mart.[3]

- (Poaceae) Schultesia Spreng.[4]
- La abreviatura «Schult.» se emplea para indicar a Josef August Schultes como autoridad en la descripción y clasificación científica de los vegetales.[5]

## Fuente
- J.C. Poggendorff. 1863. Biographisch-Literarisches Handwörterbuch zur geschichte der exacten wissenschaften. Verlag von Johann Ambrosius Barth. (Leipzig)